# GNU Make
GNU Make (kurz gmake) ist die GNU-Implementierung des in der Unix-Welt häufig gebrauchten Programms make. Gegenüber dem traditionellen Funktionsumfang enthält es eine Reihe von Erweiterungen.
GNU make ist nicht voll kompatibel zu make, denn das Zeichen Backslash wird nicht POSIX-konform behandelt und da die Shell-Aufrufe ohne die Option '-e' erfolgen, bricht GNU make die weitere Bearbeitung nicht immer erwartungsgemäß nach scheiternden Kommandoaufrufen ab.
Auf Linux-Rechnern wird als make-Utility in der Regel die GNU-Version installiert. Ab Version 4.0 wird GNU Guile als Erweiterungssprache unterstützt.
GNU Make wurde von Richard Stallman und Roland McGrath implementiert. Ab Version 3.76 wird die Weiterentwicklung von Paul D. Smith geleitet.